# Крещатик (ручей)
Креща́тик (укр. Хрещатик) — малая речка в Киеве, текущая по Крещатицкой долине, правый приток речки Клов. Длина — около 1,4 км.
Название происходит от Крещатого яра, который в свою очередь приобрёл название от боковых яров, что «перекрещивались».

## Описание
Начинается неподалёку от Европейской площади из нескольких источников, далее протекает по котловине Крещатика и на Бессарабской площади впадает в Клов. На Крещатицкой площади существовал небольшой водоём. Также водоём — Бессарабский бассейн — существовал на одноимённой площади.
Ещё в 30-х годах XIX столетия Крещатик одной из первых рек города был взят в коллектор на всей протяжённости.